# Rio de Galinhas
Rio de Galinhas is een plaats (freguesia) in de Portugese gemeente Marco de Canaveses en telt 1841 inwoners (2001).